# Pampeluna
Pampeluna (hiszp. Pamplona, bask. Iruña lub Iruñea) – miasto w północnej Hiszpanii (193 tys. mieszkańców), stolica prowincji Nawarra. Miasto jest położone na wysokości 449 m n.p.m., nad rzekami Arga, Sadar i Elorz, w odległości 87 km od San Sebastián, 434 km od Barcelony oraz 411 km od Madrytu.

## Historia
Miasto (początkowo nazwane Pompaelo) zostało założone przez Pompejusza w 74 p.n.e., jako garnizon wojsk rzymskich. Od V do IX w. było w rękach Wizygotów, Franków i Maurów. W 778 roku zdobyte przez Karola Wielkiego, wtedy zostało otoczone murami obronnymi. W 781 odbite z rąk chrześcijan przez Abd ar-Rahmana. W 924 Pampeluna została zniszczona przez Abd ar-Rahmana III i straciła na znaczeniu. W 824 powstało baskijskie królestwo Pamplony, później zwane królestwem Nawarry. Pampeluna pozostawała jego stolicą aż do 1512, kiedy Ferdynand V połączył Nawarrę z Kastylią. Od XI w. następuje rozwój Pampeluny, leżącej na pielgrzymkowym szlaku do Santiago de Compostela. W czasie wojen napoleońskich Pampeluna została w 1808 zdobyta przez Francuzów, a w 1813 przez Anglików.

## Zabytki i atrakcje turystyczne
- Gotycka katedra zbudowana w latach 1397–1530. Klasycystyczna fasada z dwoma wieżami została dobudowana w 1783 roku. Wewnątrz alabastrowy nagrobek Karola III Szlachetnego i jego żony Eleonory, bogato rzeźbiony portal Puerta de la Preciosa prowadzący do krużganków zdobionych delikatnymi maswerkami;
- Muzeum Diecezjalne zajmujące dawny refektarz, kapitularz i kuchnię klasztoru przylegającego do katedry. Muzeum posiada najbogatszy w Hiszpanii zbiór polichromowanych rzeźb drewnianych z okresu od XIII do XVI wieku. Jednym z najcenniejszych eksponatów jest natomiast wykonany we Francji relikwiarz Grobu Świętego;
- Palacio de Navarra neoklasyczna siedziba władz prowincji, wewnątrz portret Ferdynanda VII namalowany przez Francisca Goyę;
- kościół San Saturnino (XIII wiek) z dwoma wieżami. Miał zostać zbudowany w miejscu, gdzie św. Saturnin ochrzcił 40 tys. mieszkańców miasta;
- Muzeum Nawarry (hiszp. Museo de Navarra) mieszczące się w budynku dawnego szpitala z portalem w stylu plateresco. Zbiory muzeum dotyczą historii i sztuki regionu;
- cytadela z 2 połowy XVI wieku.

## Tradycje
Co roku w dniach 6–14 lipca organizowane są tu tzw. sanfermines, fiesty ku czci patrona miasta świętego Fermina, w czasie których odbywają się słynne encierros – gonitwy byków i ludzi po ulicach miasta. Święto to zostało opisane przez Ernesta Hemingwaya w powieści Słońce też wschodzi (1926).
Miasto jest jednym z najważniejszych punktów dla pielgrzymów na Drodze św. Jakuba, udających się do Santiago de Compostela.

## Wyższe uczelnie
Pampeluna jest ważnym ośrodkiem akademickim dla północno-wschodniej Hiszpanii.
Uczelnie państwowe:
- Uniwersytet Publiczny Nawarry (Universidad Publica de Navarra)

Uczelnie prywatne:
- Uniwersytet Nawarry (Universidad de Navarra) oraz Klinika Uniwersytetu Nawarry

## Demografia
Zmiany liczby ludności w Pampelunie:
| Dane historyczne                        | Dane historyczne | Dane historyczne |
| Rok                                     | Ludność          | Zm., %           |
| --------------------------------------- | ---------------- | ---------------- |
| 1991                                    | 180 372          | –                |
| 1996                                    | 166 279          | −7,8%            |
| 2001                                    | 183 964          | 10,6%            |
| 2004                                    | 191 865          | 4,3%             |
| Powyższe dane nie mają podanego źródła! |                  |                  |

## Transport
W mieście znajduje się stacja kolejowa Pamplona (Estación de trenes Pamplona) oraz dworzec autobusowy (Estación de Autobuses Pamplona). W pobliżu granic miasta, w kierunku południowym, położone jest lotnisko Aeropuerto de Pamplona-Noáin, obsługujące trasy krajowe do Madrytu i Barcelony (Iberia i Air Nostrum) oraz loty czarterowe.

## Miasta partnerskie[4]
- Bayonne (Francja)
- Paderborn (Niemcy)
- Pamplona (Kolumbia)
- Yamaguchi (Japonia)